# John Wilson (matemático escocés)
El reverendo John Wilson (21 de noviembre de 1847- 8 de diciembre de 1896) fue un matemático y físico británico del siglo XIX, nacido en Escocia. Compaginó su labor como docente con la de miembro de la Real Sociedad de Edimburgo.

## Semblanza
Wilson nació en 1847 en Montrose. En su juventud se mudó a Bannockburn, donde su padre, James Wilson, abrió la "Escuela James Wilson" (donde se educó John). Más adelante estudió Matemáticas y Filosofía Natural en la Universidad de Edimburgo y obtuvo una maestría alrededor de 1866. Posteriormente se formó como ministro de la Iglesia Libre en el New College de Edimburgo, pero en lugar de unirse al ministerio, regresó a la escuela de su padre para dedicarse a la enseñanza.
Además de enseñar en la escuela (donde reemplazó a su padre como rector), enseñó Matemáticas en la cercana localidad de Stirling como curso vespertino. La escuela de su padre fue rebautizada como Bannockburn Academy.
En 1878 fue elegido miembro de la Real Sociedad de Edimburgo. Sus proponentes fueron Philip Kelland, James Sime, Thomas Graham Balfour y Peter Guthrie Tait.
Se unió a la Sociedad Matemática de Edimburgo en 1885 (siendo su tesorero de 1888 a 1895 y su presidente en 1896). Manteniendo sus lazos con la iglesia, sirvió en la obra de la Home Mission en Edimburgo y fue reconocido como mayor de la iglesia y secretario de sesión.
En 1887 su escuela pasó a manos del ayuntamiento tras la Ley de Educación de 1872, trasladándose a Edimburgo, donde se instaló en el número 27 de Buccleuch Place, cerca de George Square.
Murió el 8 de diciembre de 1896, tras unos días de enfermedad, en el número 23 de Buccleuch Place en Edimburgo. No estaba casado. Su obituario fue escrito por Cargill Gilston Knott.

## Publicaciones
- "Notes on Physics and Natural Philosophy" (Apuntes de Física y Filosofía Natural)
- "On Parallel Motions" (Sobre los movimientos paralelos) (1878)